# 名古屋金鯱軍
名古屋金鯱軍（なごやきんこぐん）は、1936年から1940年まで5年間活動した日本のプロ野球球団。

## 球団の歴史
名古屋新聞社を親会社として1936年2月28日に設立登記を行い、同紙社長の森一兵が自らオーナー兼球団社長に就いた。本拠地は愛知県愛知郡鳴海町（現・名古屋市緑区）にあった鳴海球場であった。
ニックネームの「金鯱」は名古屋城の「金鯱」に因む。
金鯱軍の球団組織は2月28日以前の段階で既に出来上がっており、同年2月9日から3日間行われた「巨人軍渡米送別試合兼金鯱軍結成記念試合」として東京巨人軍との3連戦を開催して第1戦に勝利した。これは、現在の日本プロ野球組織に属する球団同士が行った初めての試合である。
1941年、相次ぐ召集で選手が不足する中、金鯱軍は同様に選手数が不足していた翼軍（旧東京セネタース）と対等合併して、大洋軍を結成した。またこのとき新聞統廃合令によって名古屋軍の親会社である新愛知新聞社と名古屋金鯱軍の親会社である名古屋新聞社が合併する可能性が出てきた。そして、翌年9月1日に両社の合併で中部日本新聞社（のちに中日新聞社）が発足し、名古屋新聞は大洋軍の経営から手を退くことになった。大洋軍では名古屋新聞社内において新愛知との合併推進派であった大宮伍三郎が中部日本新聞社を退社し、個人として取締役に名を連ねているが名目上は「対等合併」を謳いながらも実質的には有馬頼寧をオーナーとする翼軍側が金鯱軍を吸収合併するような形だったとされる。
金鯱軍の結成当初に球団代表だった赤嶺昌志は翼軍との合併に先立ち名古屋軍へ移籍して理事に就任したが、この時の人事が戦後に「赤嶺旋風」として球界を揺るがす騒動へと繋がって行くことになる。

### その後
金鯱軍は名古屋に本拠地を置いていたが、後の中日ドラゴンズのルーツは名古屋軍の方である。但し、名古屋新聞社が新愛知新聞社と対等合併した経緯もあり、中日ドラゴンズのオーナー職を名古屋新聞社系と新愛知新聞社系が持ち回りで務めるシステムが取られたことから、名古屋新聞社系のオーナーの時代には、名古屋金鯱軍のチームカラーである濃紺色や金色がユニフォームに採用された事例があった。
金鯱軍オーナー兼社長の森は義弟（妹の夫）で名古屋新聞創業者の小山松寿と共に新愛知との合併を受けて引退した。小山の娘婿で金鯱軍の監査役に就任していた小山龍三は、後にドラゴンズのオーナーとなっている。

## チームの特徴
結成に際し岡田源三郎を総監督、東京巨人軍の助監督であった二出川延明を監督として迎えた。しかし、二出川がシーズン始めに退団し審判に転向、主将だった島秀之助が監督になった（後に、島も二出川に誘われて審判に転向する）。
島のほか、黒沢俊夫、濃人渉、内藤幸三と戦後まで名前の聞こえた顔ぶれが窺えるが、投打ともに小粒でチームは下位を低迷していた。しかし、その小粒さゆえに機動力を重視した野球を進め、1937年秋から1939年にかけて島、江口行男、佐々木常助、五味芳夫と4季連続で盗塁王を輩出した。
1937年6月27日の対東京セネタース戦（甲子園）では1対6の状況から9回裏に6点を取って7対6で逆転サヨナラ勝利しているが、9回裏以降に5点差からの逆転サヨナラ勝利は1リーグ時代では唯一の記録であり、日本プロ野球では1993年に近鉄バファローズが対福岡ダイエーホークス戦で6点差から逆転勝利するまでの9回裏からの最多得点差逆転試合だった。

## 球団歌
- 金鯱の歌（作詞：岡田源三郎、作曲：杉山長谷夫）[2]

総監督の岡田が自ら作詞した。

## ユニフォームの変遷
創設時は胸に「NAGOYA」の文字を入れ、左肩に金鯱のイラストを入れた（金鯱マークを左胸につけたバージョンも存在する）。

## 球団旗の変遷
- 1935:紺色地に金のラインでしゃちほこ。その横に白文字で「NAGOYA」。
- 1936~1940:紺色地に大きく白文字で「N」。その上に金鯱。

## 成績
| 年度     | 監督       | 順位 | 試合 | 勝利 | 敗戦 | 引分 | 勝率 | 差   | 得点 | 失点 | 本塁打 | 盗塁 | 打率 | 失策 | 防御率 |
| -------- | ---------- | ---- | ---- | ---- | ---- | ---- | ---- | ---- | ---- | ---- | ------ | ---- | ---- | ---- | ------ |
| 1936年   | 岡田源三郎 | *    | 40   | 15   | 24   | 1    | .385 | *    | 169  | 207  | 3      | 74   | .217 | 90   | 3.40   |
| 1937年春 | 岡田源三郎 | 5    | 56   | 25   | 30   | 1    | .455 | 16.5 | 217  | 234  | 5      | 97   | .231 | 142  | 3.03   |
| 1937年秋 | 岡田源三郎 | 4    | 49   | 23   | 25   | 1    | .479 | 16   | 216  | 223  | 14     | 81   | .230 | 118  | 3.40   |
| 1938年春 | 岡田源三郎 | 6    | 35   | 13   | 22   | 0    | .371 | 16   | 147  | 200  | 4      | 50   | .213 | 82   | 4.28   |
| 1938年秋 | 岡田源三郎 | 9    | 40   | 11   | 29   | 0    | .275 | 19.5 | 119  | 200  | 6      | 62   | .209 | 81   | 3.73   |
| 1939年   | 岡田源三郎 | 7    | 96   | 36   | 56   | 4    | .391 | 30   | 265  | 398  | 13     | 125  | .204 | 187  | 2.86   |
| 1940年   | 石本秀一   | 7    | 104  | 34   | 63   | 7    | .351 | 38.5 | 310  | 425  | 14     | 87   | .200 | 193  | 2.98   |

## チーム成績・記録
- Aクラス・1回（1937年秋）
- Bクラス・5回（1937年春、1938年春〜1940年）
- 最下位・1回（1938年秋＝9球団中）
- 連続Aクラス入り最長記録・1季（1937年秋）
- 連続Bクラス最長記録・4季連続（1938年春〜1940年）
- 最多勝 36勝（1939年）
- 最多敗 63敗（1940年）
- 最多引き分け 7分け（1940年）
- 最高勝率 .479（1937年秋）
- 最低勝率 .275（1938年秋）

## その他の記録
- 最小ゲーム差 16ゲーム（1937年秋、1938年春）
- 最大ゲーム差 38.5ゲーム（1940年）
- 最多本塁打 14本（1937年秋、1940年）
- 最小本塁打 3本（1936年秋）
- 最高打率 .231（1937年春）
- 最低打率 .200（1940年）
- 最高防御率 2.86（1939年）
- 最低防御率 4.28（1938年春）

## 歴代本拠地
- 鳴海球場（1936年〜1940年）

## 歴代監督
- 岡田源三郎（1936年 - 1937年途中、総監督）
- 二出川延明（1936年 - 同年途中）
- 島秀之助（1936年途中 - 1937年）
- 岡田源三郎（1938年 - 1939年）
- 石本秀一（1940年）